# Romário
Romário de Souza Faria (n. 29 ianuarie 1966, Rio de Janeiro, Rio de Janeiro, Brazilia), mai bine cunoscut ca Romario, este un fost jucător de fotbal brazilian care a ajutat Brazilia să câștige Campionatul Mondial din 1994, fiind unul dintre cei mai prolifici atacanți din lume. Între 2007 și 2008 a fost jucător-antrenor al echipei Vasco da Gama. După retragere, a intrat în politică, fiind ales deputat al statului Rio de Janeiro în Congresul Braziliei.
A fost ales Jucătorul anului în lume, a câștigat Balonul de Aur în 1994, a fost trecut de Pelé pe lista FIFA 100 și este unul dintre puținii atacanți care au trecut de 1000 de goluri marcate. Johan Cruyff l-a definit ca fiind un geniu al golului.